# Petar Kirov
Petar Kirov, född den 17 september 1942 i Kalchevo, Bulgarien, är en bulgarisk brottare som tog OS-guld i flugviktsbrottning i den fristilsklassen 1968 i Mexiko City och därefter OS-guld i flugviktsbrottning i samma viktklass 1972 i München.